# Мелвил (Луизијана)
Мелвил (енгл. Melville) град је у америчкој савезној држави Луизијана.

## Демографија
По попису из 2010. године број становника је 1.041, што је 335 (-24,3%) становника мање него 2000. године.
| Група             | 2000.       | 2010.       |
| Белци             | 712 (51,7%) | 468 (45,0%) |
| Афроамериканци    | 630 (45,8%) | 547 (52,5%) |
| Азијати           | 12 (0,9%)   | 2 (0,2%)    |
| Хиспаноамериканци | 24 (1,7%)   | 19 (1,8%)   |
| Укупно            | 1.376       | 1.041       |